# Trigonosoma perilampiforme
Trigonosoma perilampiforme är en tvåvingeart som beskrevs av Gray 1832. Trigonosoma perilampiforme ingår i släktet Trigonosoma och familjen bredmunsflugor. Inga underarter finns listade i Catalogue of Life.